# Cylindromyia marginalis
Cylindromyia marginalis là một loài ruồi trong họ Tachinidae.